# 13553 Masaakikoyama
13553 Masaakikoyama este o planetă minoră (asteroid) din Asteroid Amor. A fost descoperită pe 2 mai 1992 la Geisei observatory⁠(d) de Tsutomu Seki. 
Obiectul prezintă o orbită caracterizată de o semiaxă mare de 2,1893355 UAi, o excentricitate de 0,4643, o înclinație de 5,87434 ° în raport cu ecliptica.